# アクチ県
アクチ県（アクチけん、ウイグル語：ئاقچى ناھىيىسى、中国語：阿合奇县、キルギス語：Акчий）は、中華人民共和国新疆ウイグル自治区クズルス・キルギス自治州に位置する県。

## 概況
「アクチ」はキルギス語で白ソクズ草の意。アクチ村にちなんで名付けられた。アクチ県は天山山脈の西部南麓にあり、高地で寒く、海抜は1730－5958メートルの間にある。地形は「両峡一谷」と呼ばれ、全県は山間渓谷地にあり90%が山地で、「九山半水半分田」と呼ばれた。総面積1.15万平方キロメートル。東をウシュトゥルファン県と接し、南東をカルピン県と接し、南及び南西をマラルベシ県、アルトゥシュ市と接し、北部と西部をキルギス共和国と国境で接する。県内の国境は305.3キロメートル。県市街地からウルムチ市の距離は1180キロメートル。

## 人口
2013年9月現在、アクチ県総人口は4.3万人、主にキルギス族、漢族、ウイグル族、回族の4民族で構成されている。キルギス族が全県人口の86%を占め、中国におけるキルギス族の主要居住地の一つ。

## 行政区画
1鎮、5郷を管轄：
- 鎮：アクチ鎮（阿合奇鎮）
- 郷：クランサラク郷（庫蘭薩日克郷）、サパルバイ郷（色帕巴依郷）、ソムタシ郷（蘇木塔什郷）、カラチ郷（哈拉奇郷）、カラブラク郷（哈拉布拉克郷）

## 交通

### 道路
- 国道
  - G219国道

## 観光
- アクチ県マナス研究センター（阿合奇县玛纳斯研究中心）
- アクチ・キルギス民族文化村（阿合奇柯尔克孜非遗小镇（民俗文化村））
- アクチ県湿地公園（阿合奇县湿地公园）